# 短缝藻目
短缝藻目（学名：Eunotiales）为硅藻纲的一个科。

## 下级分类
本科包括以下属：
- 短缝藻科 Eunotiaceae
- Peroniaceae